# مشكلة فيرمي

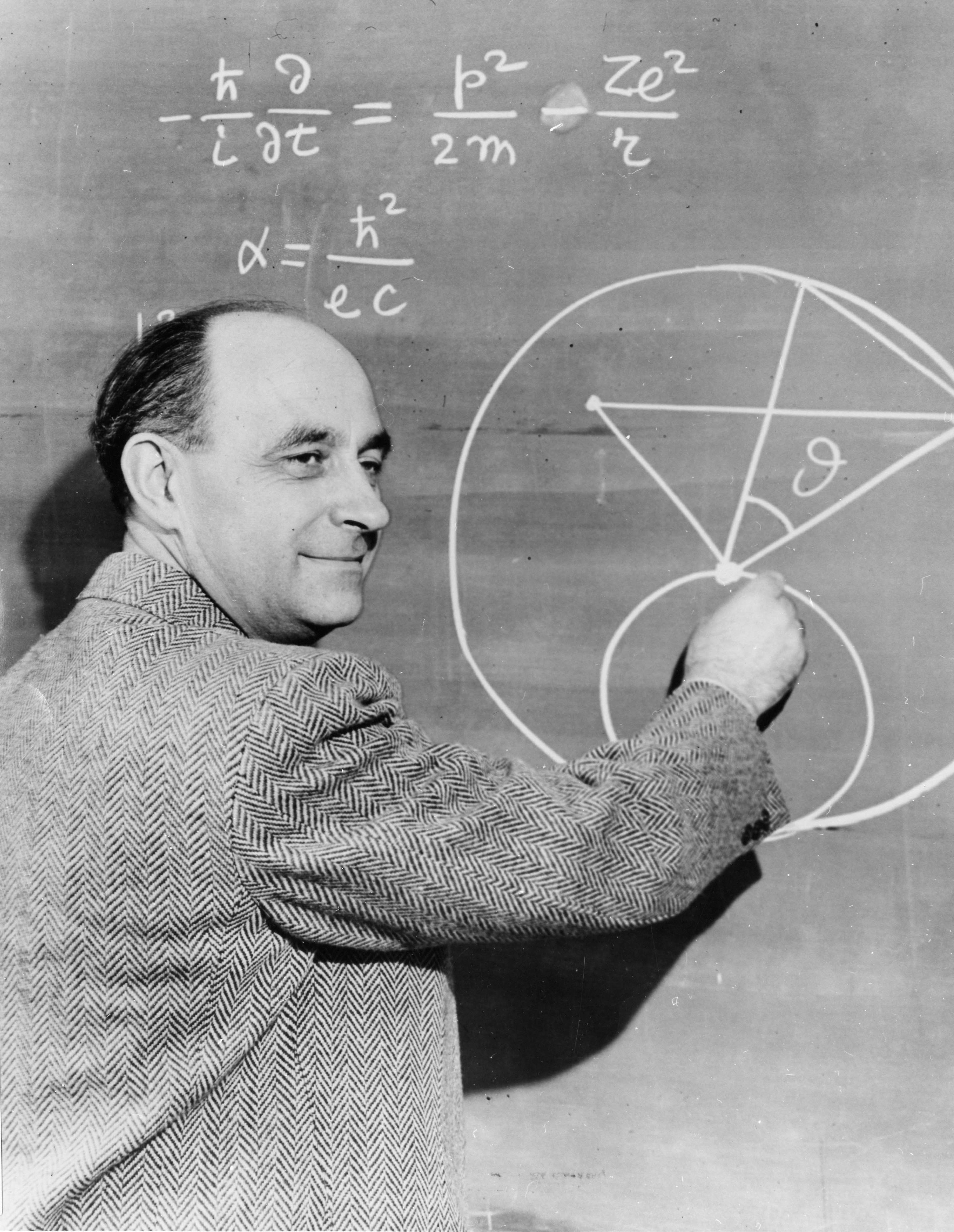

في الفيزياء أو الهندسة التطبيقية، مشكلة فيرمي, لغز فيرمي, سؤال فيرمي, تقدير فيرمي، أو تقدير الطلب هي مشكلة تقدير مصممة لتدريس تحليل الأبعاد أو التقريب، وعادة ما تكون هذه المشكلة عبارة عن حساب أحتياطي. تم تسمية تقنية التقدير على الفيزيائي إنريكو فيرمي لأنه كان معروفًا بقدرته على إجراء حسابات تقريبية جيدة بوجود بيانات فعلية ضئيلة أو معدومة. تتضمن مشكلات فيرمي عادةً إجراء عمليات تخمين مبررة حول الكميات وتفاوتها أو حدودها الدنيا والعليا. 

## الخلفية التاريخية
ومن الأمثلة على ذلك تقدير إنريكو فيرمي لقوة القنبلة الذرية التي انفجرت عند اختبار ترينيتي، استناداً إلى المسافة المقطوعة بواسطة قطع من الورق أسقطها من يده أثناء الأنفجار.  وكان تقدير فيرمي البالغ 10 كيلوطن من مادة تي إن تي قريبًا بشكل ملحوظ من القيمة المقبولة الآن والتي تبلغ حوالي 20 كيلو طن.

## أمثلة
مثال على نوع من المشكلات، التي تنسب عموماً إلى فيرمي، هو "كم عدد ضباط ايقاع البيانو في شيكاغو?" يتضمن الحل النموذجي لهذه المشكلة ضرب سلسلة من التقديرات التي تعطي الإجابة الصحيحة إذا كانت التقديرات صحيحة. على سبيل المثال، قد نضع الافتراضات التالية:
1. هناك ما يقرب من 9,000,000 شخص يعيشون في منطقة شيكاغو الحضرية.
2. في المتوسط، يوجد شخصان في كل منزل في شيكاغو.
3. ما يقرب من منزل واحد من عشرين لديه بيانو يتم ضبطه بأنتظام.
4. البيانو التي يتم ضبطها بشكل منتظم يتم ضبطها في المتوسط حوالي مرة واحدة في السنة.
5. يستغرق ضبط البيانو حوالي ساعتين بالنسبة إلى ضابط الإيقاع، بما في ذلك وقت السفر.
6. يعمل كل ضابط الإيقاع ثماني ساعات في اليوم وخمسة أيام في الأسبوع و 50 أسبوعًا في السنة.

من هذه الافتراضات، يمكننا حساب عدد توليفات البيانو في السنة الواحدة في شيكاغو
(9,000,000 شخص في شيكاغو) ÷ (2 شخص / أسرة) × (1 بيانو / 20 أسرة) × (1 ضبط بيانو لكل بيانو في السنة) = 225,000 بيانو يضبط سنوياً في شيكاغو.
يمكننا وبالمثل حساب متوسط ضباط إيقاع البيانو
(50 أسبوعا في السنة) × (5 أيام/الأسبوع) × (8 ساعات/يوم) ÷ (2 ساعة لضبط البيانو) = 1000 بيانو يضبط في السنة.
بالتقسيم يعطي
(225,000 بيانو يضبط سنوياً في شيكاغو) ÷ (1000 بيانو يضبط في السنة لكل بيانو) = 225 ضباط إيقاع البيانو في شيكاغو.
في عام 2009، كان العدد الفعلي لضباط إيقاع البيانو في شيكاغو حوالي 290.
ومن الأمثلة الشهيرة لتقدير مشكلة فيرمي، معادلة دريك، التي تسعى لتقدير عدد الحضارات الذكية في المجرة. السؤال الأساسي لماذا، إذا كان هناك عدد كبير من هذه الحضارات، لم يسبق لنا أن واجهنا أي شخص آخر يسمى مفارقة فيرمي.

## مزايا ونطاق
غالبًا ما يبحث العلماء عن تقديرات فيرمي لإجابة المشكلة قبل الأنتقال إلى أساليب أكثر تطوراً لحساب إجابة دقيقة. هذا يوفر شيك مفيد للنتائج. في حين أن التقدير يكاد يكون غير صحيح بالتأكيد، فهو أيضاً حساب بسيط يسمح بفحص الأخطاء بسهولة، وإيجاد افتراضات خاطئة إذا كان الرقم الناتج أكبر بكثير مما نتوقعه بشكل معقول. وعلى النقيض من ذلك، يمكن أن تكون الحسابات الدقيقة معقدة للغاية ولكن مع توقع أن الإجابة التي تنتجها صحيحة. يمكن أن يؤدي العدد الأكبر من العوامل والعمليات المعنية إلى حدوث خطأ كبير جدًا، سواء في العملية الرياضية أو في الافتراضات التي تعتمد عليها المعادلة، ولكن قد يتم افتراض أن النتيجة صحيحة لأنها مشتقة من صيغة دقيقة من المتوقع أن تسفر عن نتائج جيدة. وبدون وجود إطار مرجعي معقول للعمل منه، فإنه نادراً ما يكون واضحاً إذا كانت النتيجة دقيقة بشكل مقبول أو كانت درجات كثيرة (عشرات أو مئات المرات) كبيرة جداً أو صغيرة جداً. يعطي تقدير فيرمي طريقة سريعة وبسيطة للحصول على هذا الإطار المرجعي لما يمكن توقعه بشكل معقول ليكون الجواب، مع إعطاء سياق للنتائج.
طالما أن الافتراضات الأولية في التقدير هي كميات معقولة، فإن النتيجة التي يتم الحصول عليها سوف تعطي إجابة ضمن نفس المقياس كالنتيجة الصحيحة، وإذا لم توفر قاعدة لفهم سبب ذلك. على سبيل المثال، إذا كان التقدير يخبرك أنه يجب أن يكون هناك مئة أو أكثر من الضباط، لكن الإجابة الدقيقة تخبرك بوجود آلاف كثيرة، ثم تعرف أنك بحاجة لمعرفة سبب وجود هذا الأختلاف عن النتيجة المتوقعة. أولاً نبحث عن الأخطاء، ثم العوامل التي لم نأخذها بعين الأعتبار - هل لدى شيكاغو عدد من مدارس الموسيقى أو أماكن أخرى بها نسبة عالية بشكل غير متناسب من البيانو للناس؟ سواء كان ذلك قريبًا أو بعيدًا جدًا من النتائج الملحوظة، فإن السياق الذي يقدمه التقدير يعطي معلومات مفيدة عن عملية الحساب والأفتراضات التي تم أستخدامها للنظر في المشكلات.
تقديرات فيرمي مفيدة أيضًا في الاقتراب من المشاكل حيث يعتمد الأختيار الأمثل لطريقة الحساب على الحجم المتوقع للإجابة. على سبيل المثال، قد يشير تقدير فيرمي إلى ما إذا كانت الإجهادات الداخلية للهيكل منخفضة بدرجة كافية بحيث يمكن وصفها بدقة بواسطة مرونة خطية؛ أو إذا كانت التقديرات تحمل بالفعل علاقة كبيرة في المقياس بالنسبة إلى بعض القيم الأخرى، على سبيل المثال، إذا كان الهيكل سيتم هندسته بشكل مفرط ليتحمل الأحمال بعدة مرات أكبر من التقدير.
على الرغم من أن حسابات فيرمي غير دقيقة في كثير من الأحيان، حيث قد تكون هناك العديد من المشاكل في أفتراضاتهم، فإن هذا النوع من التحليل يخبرنا ما الذي نبحث عنه للحصول على إجابة أفضل. بالنسبة إلى المثال أعلاه، قد نحاول العثور على تقدير أفضل لعدد البيانو الذي يتم ضبطهم بواسطة ضابط إيقاع البيانو في يوم عادي، أو البحث عن رقم دقيق لسكان شيكاغو. كما يعطينا تقديرًا تقريبيًا قد يكون جيدًا بما يكفي لبعض الأغراض: إذا أردنا بدء متجر في شيكاغو يبيع معدات ضبط البيانو، ونحسب أننا بحاجة إلى 10 آلاف عميل محتمل للبقاء في العمل، يمكننا افتراض ذلك بشكل معقول التقديرات أعلاه هي أقل بكثير من 10.000، يجب أن نضع في الأعتبار خطة عمل مختلفة (ومع المزيد من العمل، يمكننا حساب الحد الأعلى التقريبي لعدد ضباط إيقاع البيانو من خلال مراعاة أكثر القيم المعقدة التي يمكن أن تظهر في كل من أفتراضاتنا).

## التفسير
تعمل تقديرات فيرمي بشكل عام لأن تقديرات المصطلحات الفردية غالباً ما تكون قريبة من الصحيح، كما أن المبالغة في تقديرها والتقليل من قيمتها يساعد في إلغاء بعضها البعض. بمعنى أنه إذا لم يكن هناك تحيز ثابت، فإن حساب فيرمي الذي يتضمن مضاعفة العديد من العوامل المقدرة (مثل عدد ضباط إيقاع البيانو في شيكاغو) سيكون على الأرجح أكثر دقة مما قد يُفترض أولاً.
في التفاصيل، يضاهي ضرب التقديرات إضافة اللوغاريتمات الخاصة بهم؛ وبالتالي يحصل المرء على نوع من عملية وينر أو السير العشوائي على مقياس لوغاريتمي، الذي ينشر كـ √n (في عدد المصطلحات n). وبعبارات منفصلة، فإن عدد المبالغة في تقدير القيمة ناقصًا سيكون توزيع ذات الحدين. بالمصطلحات المستمرة، إذا قام المرء بعمل تقدير فيرمي للخطوات n، مع وحدات الانحراف المعياري σ على مقياس اللوغاريتم من القيمة الفعلية، فإن التقدير العام سيكون له انحراف معياري  ∑ √n, لأن الانحراف المعياري لمقياس مجموع كـ √n في عدد من الامتحانات.
على سبيل المثال، إذا أجرينا تقدير فيرمي مؤلفًا من 9 خطوات، في كل خطوة نبالغ في تقدير أو تقليل الرقم الصحيح بعامل 2 (أو مع الانحراف المعياري 2)، بعد 9 خطوات، يكون الخطأ القياسي قد نما بعامل لوغاريتمي من √9 = 3، إذن 23 = 8. وهكذا يتوقع أن يكون في حدود 1⁄8 إلى 8 مرات القيمة الصحيحة – في القيمة الأسية وأقل بكثير من أسوأ حالة من المخطئين بمعامل 29 = 512 (حوالي 2.71 من حيث الحجم). إذا كان أحد لديه سلسلة أقصر أو تقديرات أكثر دقة من التقديرات الإجمالية سوف تكون في المقابل أفضل.

## الملاحظات والمراجع
1. ↑  "Eyewitnesses to Trinity" (PDF). Nuclear Weapons Journal, Issue 2 2005. Los Alamos National Laboratory. 2005. ص. 45. مؤرشف من الأصل (PDF) في 2018-12-29. اطلع عليه بتاريخ 2014-02-18.
2. ↑  Referred to as a Fermi problem in Lufkin, Dan. "Comment on 'Generalization and truth'". Language Log[هل المصدر موثوق به؟] نسخة محفوظة 13 فبراير 2017 على موقع واي باك مشين.
3. ↑  how many piano tuners are in chicago - Wolfram|Alpha نسخة محفوظة 27 يوليو 2018 على موقع واي باك مشين.

## المزيد من القراءة
هناك عدد من الدورات الدراسية على المستوى الجامعي المخصصة لتقدير وحل مشاكل فيرمي. تعد المواد المستخدمة في هذه الدورات مصدرًا جيدًا لأمثلة إضافية عن مشكلة فيرمي ومواد حول  أستراتيجيات الحل
- 6.055J / 2.038J فن التقريب في العلوم والهندسة تدرس من قبل سانجوي ماهاجان في معهد ماساتشوستس للتكنولوجيا (MIT).
- الفيزياء على ظهر مغلف تدرس من قبل لورانس اينشتاين في جامعة أولد دومينيون.
- أمر من حجم الفيزياء تدرس من قبل ستيرل فينّي وبيتر غولدريتش في معهد كاليفورنيا للتكنولوجيا.
- الفصل 2: الاكتشافات على ظهر مغلف من حدود العلم: العلم عادات العقل تدرس من قبل ديفيد هيلفاند في جامعة كولومبيا

## وصلات خارجية
- في جامعة ميريلاند الفيزياء مجموعة التعليم يحافظ على جمع فيرمي المشاكل.
- مثال فيرمي المشكلة المتعلقة مجموع البنزين المستخدم في السيارات منذ اختراع السيارات - ويقارن ذلك إلى إخراج الطاقة الصادرة عن الشمس.
- لورانس وينشتاين & John A. آدم، Guesstimation: حل مشاكل العالم على منديل كوكتيل مطبعة جامعة برينستون. 2008. (ردمك 0-691-12949-5). (ردمك 978-1-4008-2444-1). كتاب عن فيرمي المشاكل.
- هارون سانتوس، كم يلعق?: أو كيفية تقدير قريب من أي شيء. تشغيل الصحافة. 2009. (ردمك 0-7624-3560-7). (ردمك 978-0-7624-3560-9).
- "كيف ينبغي الرياضيات تدرس لغير الرياضيين?", تيموثي Gowers